# 飯山市立飯山小学校
飯山市立飯山小学校（いいやましりつ いいやましょうがっこう）は、長野県飯山市にある公立小学校。

## 概要
- 通級指導教室が設置されている。
- 体育の時間には、全校児童が校庭でクロスカントリースキーに取り組む。
- 校章は、雪の結晶の中心に「小」の字を配置し、その周囲に「いい山」の文字をデザイン化したものとなっている。

校歌
- 作詞:横山秀男　作曲:小湊光直

## 沿革
- 1873年（明治6年） - 学生頒布による飯山学校開校[1]
- 1889年（明治22年） - 飯山尋常小学校となる
- 1947年（昭和22年） - 飯山小学校となる
- 1953年（昭和28年） - 現在の飯山小学校校歌ができる
- 1973年（昭和48年） - 開校百周年記念式典挙行
- 1983年（昭和58年） - 現在の昇降口棟・南校舎完成
- 1984年（昭和59年） - 現在の北校舎完成
- 1992年（平成4年） - NHK子ども音楽コンクール東日本大会合唱の部で優秀校となる
- 2007年（平成19年） - 長野県よい歯の学校最優秀校となる
- 2013年（平成25年） - 21世紀・新しい時代の健康教育推進学校優良賞を受賞、大規模改修工事が行われる
- 2014年（平成26年） - 運動会を初夏に開催、音楽会を秋に開催
- 2016年（平成28年） - 飯山小コミュニティスクール導入
- 2017年（平成29年） - 校舎の屋根塗装工事終了
- 2018年（平成30年） - LD等通級指導教室2教室体制導入
- 2019年（令和元年） - 校庭・プールが浸水被害に遭い、復旧工事を行う
- 2020年（令和2年） - 3年生以上に1人1台タブレットが配布される
- 2023年（令和5年） - 開校150周年を迎える。周年行事を企画・実行

## 通学区域
- 南町、大字飯山
- 大字静間のうち県町、南新町、新町、金山及び松倉[2]

## 進学先の中学校
- 飯山市立城南中学校

## 所在地
〒389-2253　長野県飯山市飯山2400

## アクセス
- 北飯山駅より徒歩8分

## 周辺
- 飯山城址